# گورستان خاوران

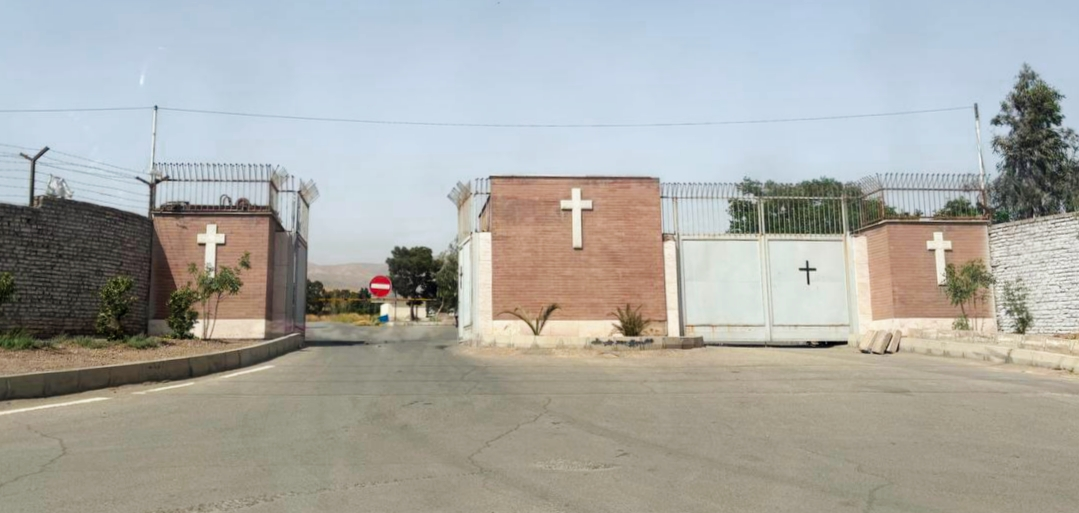
ورودی آرامستان خاوران

گورستان خاوران، نام گورستانی در جنوب‌شرق تهران و در حاشیه جادهٔ خاوران است. این گورستان شامل چند قطعه است که اکثرا مربوط به اقلیت‌های دینی می‌باشد. از بخشی از این گورستان همچنین با عنوان گل‌زار خاوران نیز یاد می‌شود.
در این گورستان همچنین تعدادی از هزاران تن از زندانیان سیاسی و عقیدتی اعدام‌شدهٔ زندان‌های تهران، در تابستان ۱۳۶۷، به صورت مخفیانه و بدون نام و نشان، در گورهای دسته‌جمعی مدفون شده‌اند. به خصوص تیرباران مرداد ۶۷ که در آن ۱۷۳ مرد و ۳۸ زن عضو گروه چپ‌گرا به قتل رسیدند.
خانواده‌های قربانیان اعدام‌ها، برخی از فعالان سیاسی و دانشجویی و کارگری به‌طور سنتی در اولین جمعهٔ شهریور و آخرین جمعهٔ اسفند در گورستان خاوران گردهم می‌آیند.
۴ اردیبهشت ۱۴۰۰ در اطلاعیه‌ای برخی از اعضای خانواده‌های اعدام شدگان دهه ۶۰ اعتراض خود را نسبت به حفر قبرهای تازه در گورستان خاوران به عنوان «یکی از بزرگ‌ترین گورستان‌های دسته جمعی هزاران زندانی سیاسی اعدام شده در ایران» ابراز داشته و از این اقدام به عنوان تلاش تازه حکومت جمهوری اسلامی برای فراموشی «بقایای جنایاتش در سال‌های دهه ۶۰ و قتل‌عام تابستان ۱۳۶۷» نام برده‌اند.

## وقایع
در سال ۱۳۸۴ تعدادی از خانواده‌های اعدام‌شدگان به شهرداری تهران اجازه دادند که اقدام به ساماندهی گورستان خاوران کند، اما شماری دیگر اعلام کرده‌اند که تنها در صورتی با ساماندهی موافقت خواهند کرد که چگونگی و زمان اعدام مدفون‌شدگان و محل دفن تک تک اعدام‌شدگان مشخص شود.
در سال ۱۳۸۷ عده‌ای از اعضای خانواده‌های دفن‌شدگان در گورستان خاوران از خاکبرداری گسترده با بولدوزر و کاشت درخت در محوطهٔ گورستان خبر دادند. سازمان عفو بین‌الملل از مقام‌های ایران خواست که فوراً به تخریب گورهای بی‌نام و نشان انفرادی و دسته‌جمعی در گورستان خاوران پایان دهند. کانون مدافعان حقوق بشر نیز از دولت ایران خواست تا نسبت به بازسازی گورستان خاوران اقدام کند. منتظری در اینباره گفت: «در رژیم سابق با مرده‌ها دیگر کاری نداشتند. آیا این قبرستان‌هایی که خراب می‌کنند قبرستان کفار بوده‌است؟ حتی در مورد کفار هم اهانت بر میت جایز نیست.»
روز جمعه ۷ شهریور ۱۳۹۹ تعدادی از خانواده‌های اعدام‌شدگان قتل‌عام ۶۷ در گورستان خاوران در سی و دومین سالگرد اعدام‌های سیاسی ۶۷ گرد هم آمدند. آن‌ها ساعاتی بعد از گردهمایی توسط نیروهای امنیتی پراکنده شدند.
در ۲ شهریور ۱۴۰۳ شماری از خانواده‌های دادخواه و بستگان اعدام‌شدگان دهه ۱۳۶۰ به گورستان خاوران رفتند ولی ماموران امنیتی از ورود آنها جلوگیری کرده و در گورستان را بستند و مانع حضور آنها بر سر قبر اعدام‌شدگان شدند و آنها مجبور شدن گل‌ها و عکس‌های عزیزان خود را پشت درهای بسته بگذارند.

## موقعیت جغرافیایی
گورستان خاوران، پس از سه‌راه افسریه در جنوب‌شرق تهران، کیلومتر ۱۵ بزرگراه امام رضا که در واقع سرآغاز جادهٔ تهران-مشهد است، قرار دارد. (روبروی شهرک خاورشهر)
این گورستان از چند بخش که متعلق به اقلیت‌های مذهبی است، تشکیل شده‌است. به ترتیب از شرق ابتدا گورستان هندوها و بعد گورستان ارامنهٔ تهران واقع است و سپس گورستان بهاییان و در کنار آن محل دفن زندانیان سیاسی قرار دارد. گورستان بهاییان دارای امکاناتی مانند محل پارک اتومبیل و غسالخانه و سرویس بهداشتی است، اما قطعهٔ زندانیان سیاسی زمینی بایر و فاقد هر گونه امکاناتی است.
پیش از دفن زندانیان سیاسی برخی این گورستان را لعنت‌آباد لقب داده بودند.

## سابقه
حسین‌علی منتظری، که هنگام اعدام‌ها از مقامات رده بالای جمهوری اسلامی و قائم مقام رهبری بوده‌است، بعدها در خاطرات خود مطالبی دربارهٔ اعدام‌های سال ۶۷ نوشته‌است که نشان می‌دهد اعدام تمامی زندانیان سیاسی که تا آن زمان بر عقیدهٔ خود پابرجا بودند، به دستور روح‌الله خمینی، بنیان‌گذار جمهوری اسلامی چند روز پس از پذیرش قطعنامهٔ ۵۹۸ شورای امنیت توسط ایران، در اواخر تابستان سال ۱۳۶۷ انجام شده‌است. و از مصطفی پورمحمدی وزیر کشور سابق دولت محمود احمدی‌نژاد و وزیر دادگستری دولت حسن روحانی به عنوان عضو هیئت سه نفره‌ای نام برده‌است که آن‌زمان هزاران تن از زندانیان سیاسی شامل اعضای سازمان مجاهدین خلق را که در حال گذراندن دوران محکومیت خود بودند مورد بازجویی قرار داده و به تشخیص خود دستور اعدام شمار زیادی از آنان را صادر کردند.
نام و تعداد دقیق اعدام‌شدگان آن سال هنوز کاملاً مشخص نشده‌است. گزارشگر ویژهٔ حقوق بشر سازمان ملل متحد شمار زندانیان سیاسی را که بدین شیوه و به صورت دسته‌جمعی اعدام شدند، ۱٬۸۷۹ نفر اعلام کرده‌است، هرچند منتظری این رقم را در خاطرات خود بین ۲٬۸۰۰ یا ۳٬۸۰۰ نفر دانسته و تأیید می‌کند که رقم دقیق را به‌خاطر ندارد. گروه‌های مخالف جمهوری اسلامی نیز فهرستی از نام‌های ۴٬۴۸۱ نفر که به گفته آن‌ها به صورت دسته‌جمعی اعدام و دفن شده‌اند منتشر نموده‌اند.
پروانه میلانی یکی از اولین کسانی بود که در سطح بین‌المللی از طریق مصاحبه با رسانه‌های خارج از ایران و با نوشتن شکواییه‌های متعدد به سران جمهوری اسلامی نسبت به مسئلهٔ اعدام‌های دههٔ ۶۰ افشاگری کرد و در سطح بین‌المللی کشتار زندانیان سیاسی در ایران را مطرح نمود.

## بزرگداشت یاد زندانیان اعدام‌شده

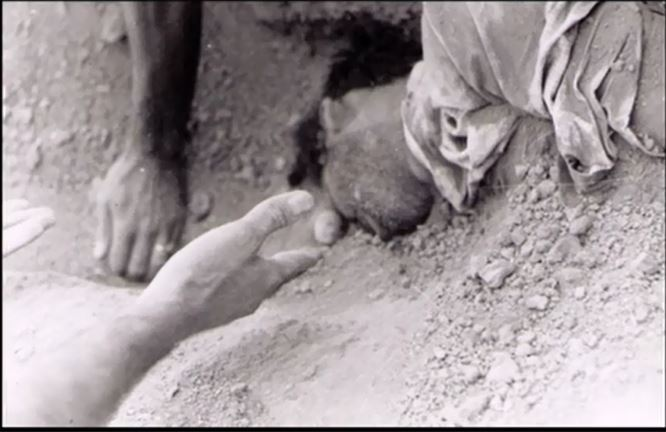
جسد یکی از اعدام شدگان سال ۶۷ در گورستان خاوران

تا چند سال کسی از محل دفن اعدام‌شدگان خبر نداشت و کسانی هم که خبر داشتند اجازه نداشتند در این محل حضور یابند اما از اواخر دههٔ ۷۰ هر سال در ماه شهریور خانواده‌ها و دوستان اعدام‌شدگان، و برخی از فعالان سیاسی و دانشجویی و کارگری برای گرامی‌داشت یاد اعدام‌شدگان در گورستان خاوران جمع می‌شوند و به سخنرانی و خواندن سرود می‌پردازند.

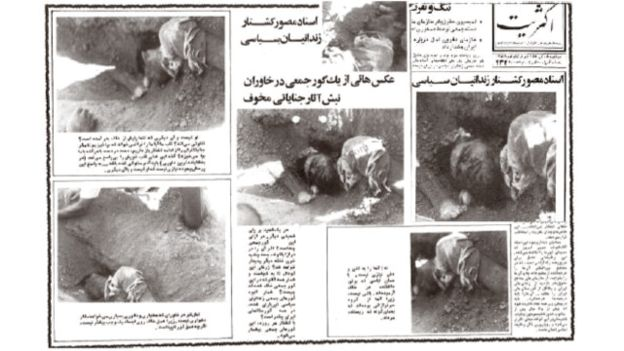
اجساد بیرون زده از خاک در گورستان خاوران اعدامشدگان سال ۶۷

خانواده‌های دفن‌شدگان با تخریب و بازسازی این گورستان مخالف هستند. اما برخی نیز پیگیر ساخت مرقدی برای مردگان خود هستند.
روز جمعه ۷ شهریور ۱۳۹۹ تعدادی از خانواده‌های اعدام‌شدگان قتل‌عام ۶۷ در گورستان خاوران در سی و دومین سالگرد اعدام‌های سیاسی ۶۷ در حالی که هنوز محل دقیق دفن آن‌ها مشخص نیست، گرد هم آمدند تا این روز را گرامی دارند که بعد از ساعاتی توسط نیروهای امنیتی و انتظامی متفرق شدند.

## آرامستان بهائیان تهران
از اوایل سال ۱۴۰۰ مسعود مؤمنی - مأمور وزارت اطلاعات - کنترل آرامستان بهائیان تهران را که در مجاورت گورهای دسته جمعی خاوران است به دست گرفت. پیش از این آرامستان بهائیان در مالکیت و مدیریت بهائیان بود. این مأمور اطلاعات از بهائیان مبالغ گزافی برای دفن متوفیانشان طلب می‌کند، و در صورت عدم پرداخت اجساد را بدون اطلاع خانواده‌های متوفی در گورهای دست جمعی دفن می‌کند. این در حالی است که بهائیان حاضر به دفن مردگان خود در گورهای دسته جمعی خاوران نیستند. به گفته سیمین فهندژ سخنگوی جامعه جهانی بهائی «بهاییان نمی‌خواهند که به کسی بی‌احترامی کرده باشند. چون درد خاکسپاری بدون احترام را چشیده‌اند». در سال ۱۴۰۲ سه تن از بهائیانی که طی سالها به همکیشان خود در امور کفن و دفن یاری می‌رساندند و بهائی دیگری که پیگیر دفن مادربزرگ خود در آرامستان بهائیان بود دستگیر و هر کدام به پنج سال زندان محکوم شدند.
مهدی خزعلی در تیر ماه ۱۴۰۲ به آرامستان بهائیان تهران رفت و طی مصاحبه‌ای ویدیویی با مسعود مؤمنی مأمور وزارت اطلاعات سعی در وارونه جلوه دادن حقیقت و انکار مشکلات پیش آمده برای بهائیان و خانواده‌های خاوران نمود.

## فیلم‌های مستند
در فیلم مستند «خاوران» جمعی از خانواده‌های بازماندگان اعدام‌های سیاسی دههٔ ۶۰ به روایت سیر چگونگی کشتارهای آن دهه و وضعیت تدفین و نگهداری از گورستان خاوران می‌پردازند. (مستند خاوران در یوتیوب)

## واکنش‌ها
در روز ۹ اردیبهشت ۱۴۰۰ عفو بین‌الملل از مقامات جمهوری اسلامی خواست تا تخریب محل گورهای جمعی خاوران را متوقف کنند و اجازه دهند تا بهائیان تحت آزار و شکنجه با شرافت دفن شوند.